# Klinische Seelsorgeausbildung
Klinische Seelsorgeausbildung (KSA) (engl. Clinical Pastoral Education, CPE / Clinical Pastoral Training (CPT)) ist eine Form der Seelsorgeausbildung. Als wissenschaftliche Methode gehört die KSA zur Pastoralpsychologie.

## Geschichte und Programm
Die Methode wurde in den 1930ern von dem evangelischen Theologen Anton T. Boisen in den USA begründet. Ursprünglich als Pfarrer tätig, führte Boisen psychologische Ausbildungen als Teil der Praktischen Theologie in das protestantische Theologiestudium ein. Er selbst unterrichtete als einer der ersten Professoren in den USA den Bereich Pastoralpsychologie und entwickelte das Modell CPE. KSA gelangte in den 1960er-Jahren in die Niederlande und von dort in den folgenden Jahren nach Deutschland, wo sie erstmals von Hans Christoph Piper an der Medizinischen Hochschule in Hannover etabliert wurde.
In der KSA machen Pfarrer und in der Seelsorge Arbeitende Erfahrungen in einem bestimmten Praxisfeld wie Krankenhausseelsorge oder Gefängnisseelsorge. Sie führen Gespräche, über die im Nachhinein Verlaufsprotokolle verfasst werden. Die konkreten Erfahrungen werden in einem Gruppenprozess reflektiert und unter psychologischen und seelsorgerlichen Aspekten analysiert. KSA-Kurse sind, neben dem Studium der Psychologie, darauf ausgerichtet, den psychodynamischen Prozess innerhalb der Kandidatengruppe zum Gegenstand des Lernens zu machen. Deshalb wird in der Regel eine gemeinsame Zeit innerhalb der Gruppe an den Beginn der Ausbildung gestellt.
KSA-Supervisions-Ausbildungen verlaufen über mehrere Stufen und Jahre. Die Kandidaten arbeiten in Lern- und Lehrsupervision. Sie schließen die Ausbildung mit verschiedenen Graduierungen ab. Der wesentliche Abschluss ist der des Supervisors. Unterrichtende können sich weiter qualifizieren zum Status des Lehrsupervisors.
KSA-Ausbildungen werden in vielen Ländern angeboten. Ihre Angebote sind oft den regionalen Gegebenheiten angepasst. Annäherungen der Standards und gleichwertige Abschlüsse werden angestrebt. Seelsorge und Praktische Theologie erfuhren in der Vergangenheit in Deutschland und Europa durch die KSA starke Impulse. In den USA ist die Methode für die Qualifizierung von Theologen in der Krankenhausseelsorge und Gefängnisseelsorge, in der Militärseelsorge und Polizeiseelsorge relevant. In Australien und Neuseeland gibt es KSA-Ausbildungszentren. KSA-Institute existieren auch in den Philippinen, in Malaysia, in Indien, in Hongkong und Singapur.

## Bekannte deutsche Ausbilder
- Michael Klessmann
- Josef Mayer-Scheu
- Waldemar Pisarski
- Richard Riess
- Dietrich Stollberg

## Bekannte deutsche ausbildende Institutionen
- Deutsche Gesellschaft für Pastoralpsychologie (DGfP) – Sektion KSA.[3]
- Seelsorgeinstitut Bethel Zentrum für Spezialseelsorge in der Bildung & Beratung Bethel Bielefeld[4]
- Seelsorgeseminar Halle[5]
- Pastoralpsychologisches Institut in Schleswig-Holstein und Hamburg e. V.[6]
- Pastoralklinikum – Zentrum für Klinische Seelsorgefortbildung der Evangelisch-Lutherischen Landeskirche Hannovers an der Medizinischen Hochschule Hannover (MHH)[7]
- Institut für Klinische Seelsorgeausbildung (KSA) der Erzdiözese Freiburg in Heidelberg[8]
- Arbeitskreis KSA – Seelsorgeweiterbildung und pastoralpsychologische Supervision – in der Evangelisch-Lutherischen Kirche in Bayern[9]
- Institut für Klinische Seelsorgeausbildung in der Erzdiözese München-Freising[10]
- Seminar für Seelsorgefortbildung (KSA) im „Haus Birkach“, Stuttgart[11]
- Evangelische Seelsorge/KSA am Klinikum der Universität Würzburg[12] in Zusammenarbeit mit der Katholischen Klinikseelsorge in Würzburg
- Zentrum Seelsorge und Beratung der Evangelischen Kirche in Hessen und Nassau, EKHN[13]
- Seelsorge-, Aus-, Fort- und Weiterbildung in der Evangelischen Kirche Berlin-Brandenburg-schlesische Oberlausitz, EKBO[14]

## Belege
1. ↑  ACPE. Abgerufen am 24. Juli 2021 (englisch).
2. ↑  Archivierte Kopie (Memento des Originals vom 30. November 2018 im Internet Archive)  Info: Der Archivlink wurde automatisch eingesetzt und noch nicht geprüft. Bitte prüfe Original- und Archivlink gemäß Anleitung und entferne dann diesen Hinweis.
3. ↑  Deutsche Gesellschaft für Pastoralpsychologie e.V. - Deutsche Gesellschaft für Pastoralpsychologie. Abgerufen am 24. Juli 2021.
4. ↑  Seelsorge und Begleitung | Themenfelder | Bildung mit System | Ev. Bildungsstätte für Diakonie + Gemeinde. Abgerufen am 24. Juli 2021.
5. ↑  Home - seelsorgeseminar-ekm. Abgerufen am 24. Juli 2021.
6. ↑  Startseite. Abgerufen am 24. Juli 2021.
7. ↑  Homepage der Evangelischen Landeskirche Hannovers. Abgerufen am 24. Juli 2021.
8. ↑  Erzdiözese Freiburg: Aktuelle Meldungen Erzbistum Freiburg. Abgerufen am 24. Juli 2021.
9. ↑  Bayern Evangelisch: ELKB. Abgerufen am 24. Juli 2021.
10. ↑  Erzbistum München und Freising. Abgerufen am 24. Juli 2021.
11. ↑  Ev. Landeskirche in Württemberg. Abgerufen am 24. Juli 2021 (deutsch).
12. ↑  Karoline Keßler-Wirth: Universitätsklinikum Würzburg: Startseite. Abgerufen am 24. Juli 2021.
13. ↑  Archivierte Kopie (Memento des Originals vom 23. August 2018 im Internet Archive)  Info: Der Archivlink wurde automatisch eingesetzt und noch nicht geprüft. Bitte prüfe Original- und Archivlink gemäß Anleitung und entferne dann diesen Hinweis.
14. ↑  EKBO | Startseite der Evangelischen Kirche Berlin-Brandenburg-schlesische Oberlausitz. Abgerufen am 24. Juli 2021.